# Longyao
Longyao (chinesisch 隆堯縣 / 隆尧县, Pinyin Lóngyáo Xiàn) ist ein Kreis der bezirksfreien Stadt Xingtai in der chinesischen Provinz Hebei. Er hat eine Fläche von 746,5 km² und zählt 506.552 Einwohner (Stand: Zensus 2010). Sein Hauptort ist die Großgemeinde Longyao (隆尧镇).
Die Tang-Mausoleen von Longyao (Longyao Tang zu ling 隆尧唐祖陵) stehen seit 2006 auf der Liste der Denkmäler der Volksrepublik China (6-226).

## Administrative Gliederung
Auf Gemeindeebene setzt sich der Kreis aus sechs Großgemeinden und sechs Gemeinden zusammen. Diese sind:
- Großgemeinde Longyao (隆尧镇)
- Großgemeinde Weijiazhuang (魏家庄镇)
- Großgemeinde Yincun (尹村镇)
- Großgemeinde Shankou (山口镇)
- Großgemeinde Lianzi (莲子镇)
- Großgemeinde Gucheng (固城镇)

- Gemeinde Beilou (北楼乡)
- Gemeinde Dongliang (东良乡)
- Gemeinde Shuangbei (双碑乡)
- Gemeinde Niujiaqiao (牛家桥乡)
- Gemeinde Qianhuying (千户营乡)
- Gemeinde Dazhangzhuang (大张庄乡)